# Ust-Kulom
Ust-Kulom (russisch Усть-Кулом, Komi Кулӧмдін/Kulömdin) ist ein Dorf (selo) in der Republik Komi in Russland mit 5141 Einwohnern (Stand 14. Oktober 2010).

## Geographie
Der Ort liegt etwa 150 km Luftlinie östlich der Republikhauptstadt Syktywkar am rechten Ufer der Wytschegda, unmittelbar unterhalb der Einmündung des namensgebenden rechten Nebenflusses Kulomju (auch Kulom-Ju oder einfach Kulom).
Ust-Kulom ist Verwaltungszentrum des Rajons Ust-Kulomski sowie Sitz der Landgemeinde Selskoje posselenije Ust-Kulom. Seit Angliederung der vormaligen, westlich anschließenden Landgemeinde Nossim 2017 gehören weiterhin zwei Dörfer Nossim (4 km nordwestlich) und Parma (20 km nordöstlich) sowie die Siedlung (possjolok) Paspom (4 km westlich) zu Gemeinde.
Etwa drei Viertel der Einwohner sind Komi(-Syrjanen), der Rest überwiegend ethnische Russen.

## Geschichte
Das Dorf wurde erstmals 1646 urkundlich erwähnt und vermutlich gegen Ende der 1630er-Jahre gegründet. Der Ortsname bezieht sich auf die Lage an der Mündung des Kulomju: ust- von russisch ustje für „Mündung“ (ebenso die Endung -din in der Komisprache), während der Flussname wahrscheinlich obugrischen Ursprungs ist und „Fischfluss“ bedeutet; Chanten und Mansen siedelten in dem Gebiet westlich des Ural vor dem 17. Jahrhundert. Ust-Kulom gehörte zunächst zum Ujesd Jarensk, ab 1780 zum neu gebildeten Ujesd Ust-Syssolsk (heute Syktywkar) der Statthalterschaft Wologda, ab 1796 des Gouvernements Wologda und wurde dort Sitz einer Wolost. Zeitweise war auch der Alternativname Petropawlowskoje nach der den Aposteln Peter und Paul (russisch Pjotr i Pawel) geweihten Kirche des Ortes in Gebrauch.
1918 kam der Ujesd zum neu ausgewiesenen Gouvernement Nördliche Dwina (Sewero-Dwinskaja gubernija), am 22. August 1921 zur Autonomen Oblast der Komi (Syrjänen). Diese wurde 1922 in vier Ujesde eingeteilt, der südöstliche von diesen mit Sitz in Ust-Kulom. Mit Einführung der Rajongliederung am 15. Juli 1929 entstand der Ust-Kulomski rajon; ab 5. Dezember 1936 war er Teil der ASSR der Komi, aus der die heutige Republik hervorging.

### Bevölkerungsentwicklung
| Jahr | Einwohner |
| ---- | --------- |
| 1897 | 1666      |
| 1939 | 3790      |
| 1959 | 4082      |
| 1970 | 5187      |
| 1979 | 5355      |
| 1989 | 5888      |
| 2002 | 5475      |
| 2010 | 5141      |

Anmerkung: Volkszählungsdaten

## Verkehr
Östlich an Ust-Kulom vorbei verläuft die Regionalstraße 87K-001 von Syktywkar nach Troizko-Petschorsk (östlich von Ust-Kulom noch abschnittsweise in Bau). Beim Ort zweigt die 87K-077 ab, die zunächst dem Kulomju, dann dem rechten Wytschegda-Ufer aufwärts über Ust-Nem nach Myjoldino folgt. Unterhalb (nördlich) von Ust-Kulom kreuzt die ebenfalls dort beginnende 87K-082 auf einer 1995–1998 erbauten Brücke die Wytschegda und folgt deren linkem Ufer aufwärts bis Kertschomja. Die Weiterführung dieser Straße nach Gainy im Nordwesten der benachbarten Region Perm ist geplant.
Die nächstgelegene Bahnstation befindet sich in Syktywkar.